# .ms
.ms je vrhovna internetska domena (country code top-level domain - ccTLD) za Montserrat. Domenom upravlja MNI Networks Ltd.

## Vanjske poveznice
- IANA .ms whois informacija  Arhivirana inačica izvorne stranice od 12. listopada 2008. (Wayback Machine)